# Евсюков, Пётр Никитович
Пётр Ники́тович Евсюко́в (3 января 1921, Харбин — 1999) — советский дипломат, чрезвычайный и полномочный посол, автор первого в СССР самоучителя португальского языка (1963).

## Биография
- В 1961—1975 годах — сотрудник международного отдела ЦК КПСС.
- С 5 ноября 1975 по 17 июля 1980 года — чрезвычайный и полномочный посол СССР в Мозамбике[1].
- В 1980—1981 годах — на ответственной работе в центральном аппарате МИД СССР.
- С 29 августа 1981 по 8 июля 1986 года — чрезвычайный и полномочный посол СССР в Сан-Томе и Принсипи[2].